# Cantó de Rennes-Nord
El cantó de Rennes-Nord (bretó Kanton Roazhon-Norzh) és una divisió administrativa francesa situat al departament d'Ille i Vilaine a la regió de Bretanya.

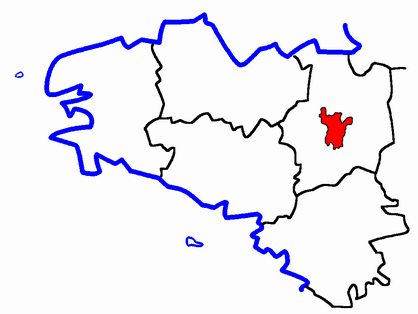
Situació del cantó

## Composició
El cantó aplega la comuna de Rennes (fraccions de Bellangerais, Saint-Martin, La Motte-Brulon i Beauregard)

## Història
| Data d'elecció                           | Identitat         | Partit | Qualitat |
| ---------------------------------------- | ----------------- | ------ | -------- |
| 2004-                                    | Martial Gabillard | PS     |          |
| les dades anteriors no són pas conegudes |                   |        |          |
|                                          |                   |        |          |